# Włodzimierz Krzyżanowski (1871–1940)
Włodzimierz Krzyżanowski (ur. 1871, zm. 20 czerwca 1940 w Palmirach) – polski inżynier i urzędnik kolejowy.

## Życiorys
Wstąpił do administracji kolejnictwa polskiego, w którym pełnił szereg funkcji, m.in. naczelnika wydziału mechanicznego Dyrekcji Kolei w Radomiu (–1928), naczelnika wydziału mechanicznego w Dyrekcji Kolei w Poznaniu (1928–1930), następnie wicedyrektora (1930–1935) oraz dyrektora w tejże dyrekcji (1935–1939). Krótko mieszkał w Warszawie, aresztowany przebywał na Pawiaku, rozstrzelany w Palmirach.

## Ordery i odznaczenia
- Złoty Krzyż Zasługi (10 listopada 1933)[2]